# Hjalmar Bergman
Hjalmar Bergman (født 19. september 1883, død 1. januar 1931) var en svensk forfatter. Han boede både i Firenze i Italien, og i Berlin i Tyskland hvor han døde af en overdosis morfin og for meget alkohol.
Han debuterede som forfatter i 1905 med læsedramaet Maria, Jesu moder. Han giftede sig i 1908, og to år senere fik han et lille gennembrud med romanen Hans nåds testamente som udkom i 1910. I 1920'erne blev han kendt som en af Sveriges største epikere, med romanerne Markurells i Wadköping og Chefen fru Ingeborg, som i dag regnes som klassikere.

### Romaner
- Solivro; 1906
- Blå Blommor; 1907
- Savonarola; 1909, revideret udgave 1928
- Hans nåds testamente; 1910
- Vi Bookar, Krokar och Rothar; 1912
- Loewenhistorier; 1913
- Komedier i Bergslagen I-III; 1914-1916
  - I:Två släkter, 1914
  - II:Dansen på Frötjärn, 1915
  - III:Knutsmässo marknad; 1916
- Falska papper (føljeton i Bonniers Månedshefter); 1915
- Mor i Sutre; 1917
- En döds memoarer; 1918
- Markurells i Wadköping; 1919
- Herr von Hancken; 1920
- Farmor och Vår Herre; 1921
- Eros' Begravning; 1922
- Jag, Ljung och Medardus; 1923
- Chefen fru Ingeborg; 1924
- Flickan i frack; 1925
- Jonas och Helen; 1926
- Kerrmans i Paradiset; 1927
- Lotten Brenners ferier; 1928
- Clownen Jac; 1930

### Noveller
- Amourer; 1910
- Noveller; 1913-1920, bl.a. publiceret i Hvar 8 Dag og Bonniers Månadshäften
- Herr Markurells död; publiceret i Vintergatan 1922
- Loewennoveller 1915-1926
- Noveller; 1921-1930
- Den andre; 1928
- Kärlek genom ett fönster, 1929

### Dramatik
- Maria, Jesu moder; læsedrama, 1905
- Eva; 1908
- Vävaren i Bagdad, 1920-erne
- Falska papper, 1916
- Ett experiment; 1917
- Friarna på Rockesnäs; 1918
- Lodolezzi sjunger; 1918
- Sagan; 1919
- Spelhuset; slutningeb af 1910-erne
- Skandalskrivaren; 1919
- Swedenhielms; 1923
- Dollar; 1926
- Döden som läromästare; 1926
- Patrasket;
- Markurells i Wadköping; sceneudgave 1929
- Snödropparna
- Parisina
- Lönngången
- Fusk
- Porten
- Marionettspel
- Radiodramatik
- Ett proverb – B.B.-novellen
- Ett festspel
- Filmnoveller

### Børne- og ungdomsbøger
- Junker Erik; 1908
- Nya sagor; 1924
- Sagor; 1909-1927

### Causerierog essays (udvalg)
- Pavinnen Johanna, trykt i Vi och vårt, 1910. (essay)
- Örebrobekanta och bekanta örebroare trykt i Svenska Turistföreningens årsskrift i 1930. (causeri)
- Försök till förvar för villa, trykt i Risebergaboken, 1931. (essay)